# Stazione di Seligo
La stazione di Seligo (in tedesco Sallegg) era una fermata della ferrovia Bolzano-Caldaro. Serviva il centro abitato di Seligo, frazione di Caldaro sulla Strada del Vino.

## Storia
La fermata venne inaugurata il 19 ottobre 1903 a cura della Eisenbahn Tirols contestualmente al prolungamento della linea realizzato per collegare l'allora nuova funicolare della Mendola. Tale sezione, in considerazione della forte pendenza, era elettrificata in corrente continua a 650 V, prima ferrovia elettrica a scartamento ordinario del regno austungarico. Nel 1911 la trazione elettrica, elevata a 1200 V, venne estesa all'intero percorso.
Al termine della prima guerra mondiale, con il passaggio dell'Alto Adige dall'Austria all'Italia, l'esercizio della linea passò provvisoriamente in carico alle Ferrovie dello Stato alle quali, nel 1923, subentrò a sua volta la neocostituita Società Anonima Ferrovia Transatesina (SAFT).
Il 1º gennaio 1960 la Società per Azioni Ferrovia del Renon subentrò nell'esercizio della ferrovia che già nell'agosto 1963, in considerazione del cattivo stato di rotabili e impianti, cessò il servizio passeggeri sostituendolo con autocorse; il servizio merci, che non interessava l'impianto, proseguì fino al 1971.